# Форсаж (фильм, 1992)
«Форсаж» (англ. Afterburn) — американский телефильм 1992 года.

## Сюжет
Фильм основан на реальных событиях. В результате недоработки конструкции разбивается новейший истребитель Ф-16. Военные вместе с компанией-производителем указывают в качестве причины катастрофы ошибку пилота. Но жена погибшего лётчика не верит в это. Она убеждена, что из её мужа сделали козла отпущения, чтобы скрыть дефект самолёта и подает в суд на корпорацию.

## В ролях
- Лора Дерн — Janet Harduvel
- Роберт Лоджиа — Leo Morrone
- Винсент Спано — Ted Harduvel
- Майкл Рукер — Casey 'Z' Zankowski